# Pavetta genipifolia
Pavetta genipifolia là một loài thực vật có hoa trong họ Thiến thảo. Loài này được Schumach. mô tả khoa học đầu tiên năm 1827.